# Зимаков, Алексей Викторович
Алексей Викторович Зимаков (3 января 1971, Томск — 21 мая 2018) — российский гитарист, лауреат всероссийских и международных конкурсов, получивший широкую известность за рубежом.

## Биография
Алексей Зимаков родился в Томске в 1971 году. Первые уроки игры на гитаре получил у своего отца. Окончил экстерном Томское музыкальное училище. Поступил в Российскую академию музыки имени Гнесиных в класс Н. А. Комолятова. В конце 80-х годов томское телевидение показало видеозапись Зимакова, где он исполнил в собственном переложении для гитары и фортепиано рондо-финал «Кампанеллы» из Второго скрипичного концерта Паганини.
В 1990 году одержал победу на IV Всероссийском конкурсе исполнителей на народных инструментах, завоевав I премию (это произошло впервые в истории отечественных конкурсов: ранее первые места гитаристам ни разу не присуждались). В 1993 году окончил Российскую академию музыки, после чего учился в аспирантуре у А. К. Фраучи.
Лауреат трех международных конкурсов. В 1990 году стал обладателем I премии Международного конкурса в городе Тыхы (Польша), в ноябре 1991 — получил I премию и Гран-при на престижном ежегодном международном конкурсе гитаристов в Майами (США), проводимом Обществом гитары Америки. В программу его выступления были включены: «Invocation y Danza» Хоакина Родриго, три пьесы из цикла «Замки Испании» Федерико Торробы и «Фантазия на тему русских народных песен» Сергея Орехова. Жюри отметило в игре Зимакова яркую колоритность, динамику и особую поэтичность в исполнении произведения Торробы. На жюри произвела также сильное впечатление скорость исполнения некоторых пассажей в пьесе Родриго и народных песнях. За победу в этом конкурсе 3имаков получил испанскую гитару, денежный приз и право на концертное турне по Северной Америке, которое началось в октябре 1992 года. За два с половиной месяца дал несколько десятков концертов в больших и малых городах США, среди которых Вашингтон, Нью-Йорк, Бостон, Лос-Анджелес, Чикаго. Алексей Зимаков стал первым русским гитаристом нашего времени, добившимся такого успеха за рубежом.
В декабре 2012 года, в период аномальных морозов на территории Томской области, Зимаков получил обморожение рук, результатом чего стала ампутация восьми пальцев (всех, кроме больших).